# Rumpt
Rumpt est un village appartenant à la commune néerlandaise de West Betuwe, dans la province de Gueldre. Le 1er janvier 2006, le village comptait 892 habitants.